# Potočná (Klášterec nad Ohří)
Potočná (německy Schönbach) je zaniklá vesnice v okrese Chomutov. Nacházela se asi 6,5 km severovýchodně od Klášterce nad Ohří v nadmořské výšce 427 m. Úředně byla zrušena v roce 1990 kvůli plánované výstavbě odkaliště popílku elektrárny Prunéřov. Dosud existuje katastrální území Potočná u Vernéřova s rozlohou 2,25 km².

## Název
Původní německý název vesnice Schönbach znamená krásný potok. V historických pramenech se jméno vesnice vyskytuje ve tvarech: Ssempuch (1431), in Ssombuch (1446), v Šampachu (1490), Schonnpach (1562) a Schönbach (1846).

## Historie
První písemná zmínka o vesnici pochází z roku 1431, kdy si bratři Vilém a Aleš ze Šumburka na Perštejně rozdělili majetek. Potočná připadla Alešovi, který ji roku 1446 prodal spolu s přísečnickým panstvím Mikuláši II. a Janovi Hasištejnskému z Lobkovic. U hasištejnského panství zůstala až do roku 1533, kdy je Vilém Hasištejnský z Lobkovic prodal bratrům Jeronýmovi a Vavřinci Šlikovým. Šlikové se během Šmalkaldské války postavili proti císaři Ferdinandovi I., který jim za trest zkonfiskoval majetek. Potočnou potom získal do zástavy Bohuslav Hasištejnský z Lobkovic, po němž ji měli ve společném držení jeho synové Valdemar a Bohuslav Jáchym. Roku 1588 panství přešlo na Jiřího Popela z Lobkovic, po jehož mocenském pádu mu císař Rudolf II. zkonfiskoval celý majetek. Od královské komory Potočnou v roce 1606 koupil Eliáš Schmidgräbner z Lusteneku a připojil ji k vernéřovskému panství.

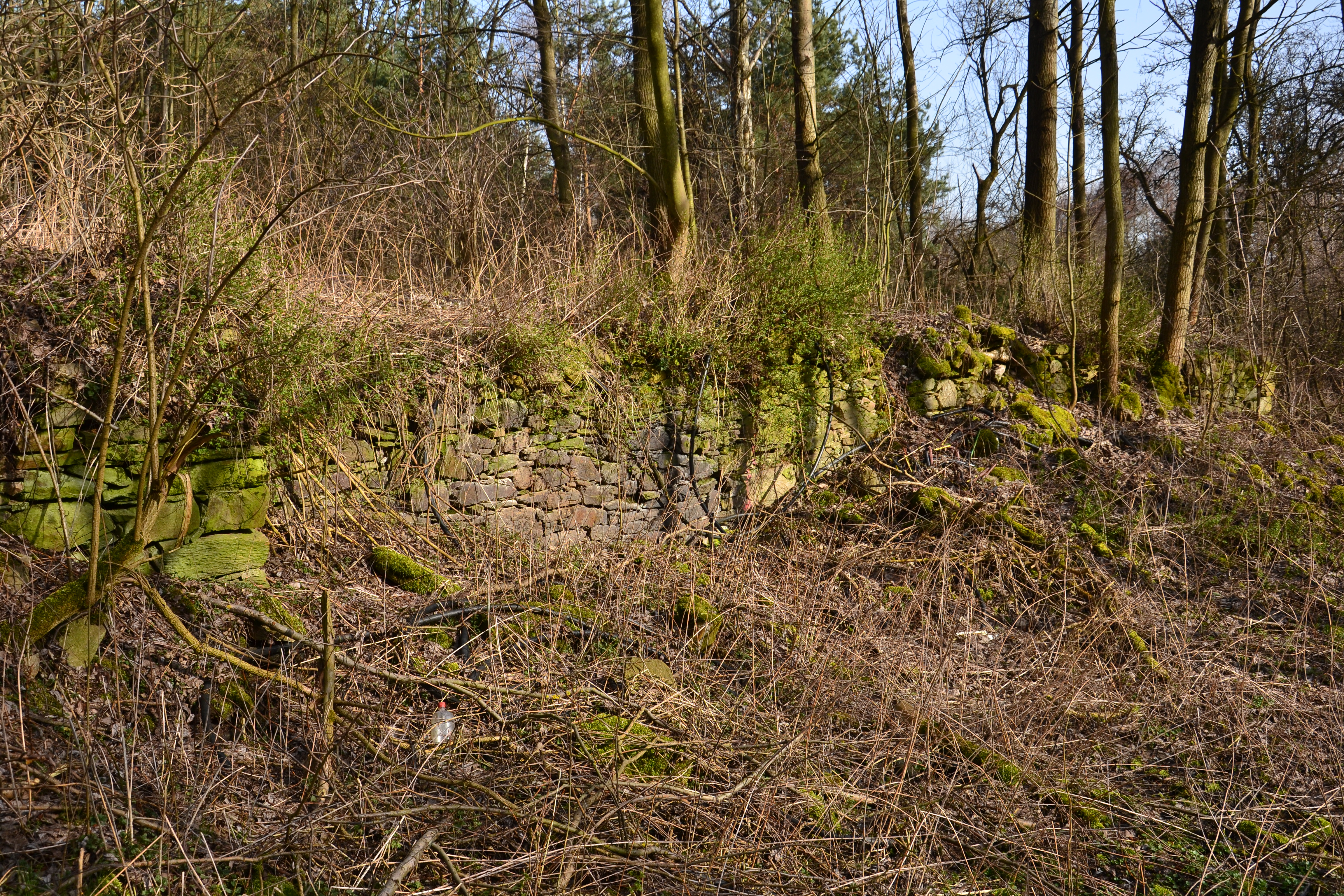
Fragment zdiva

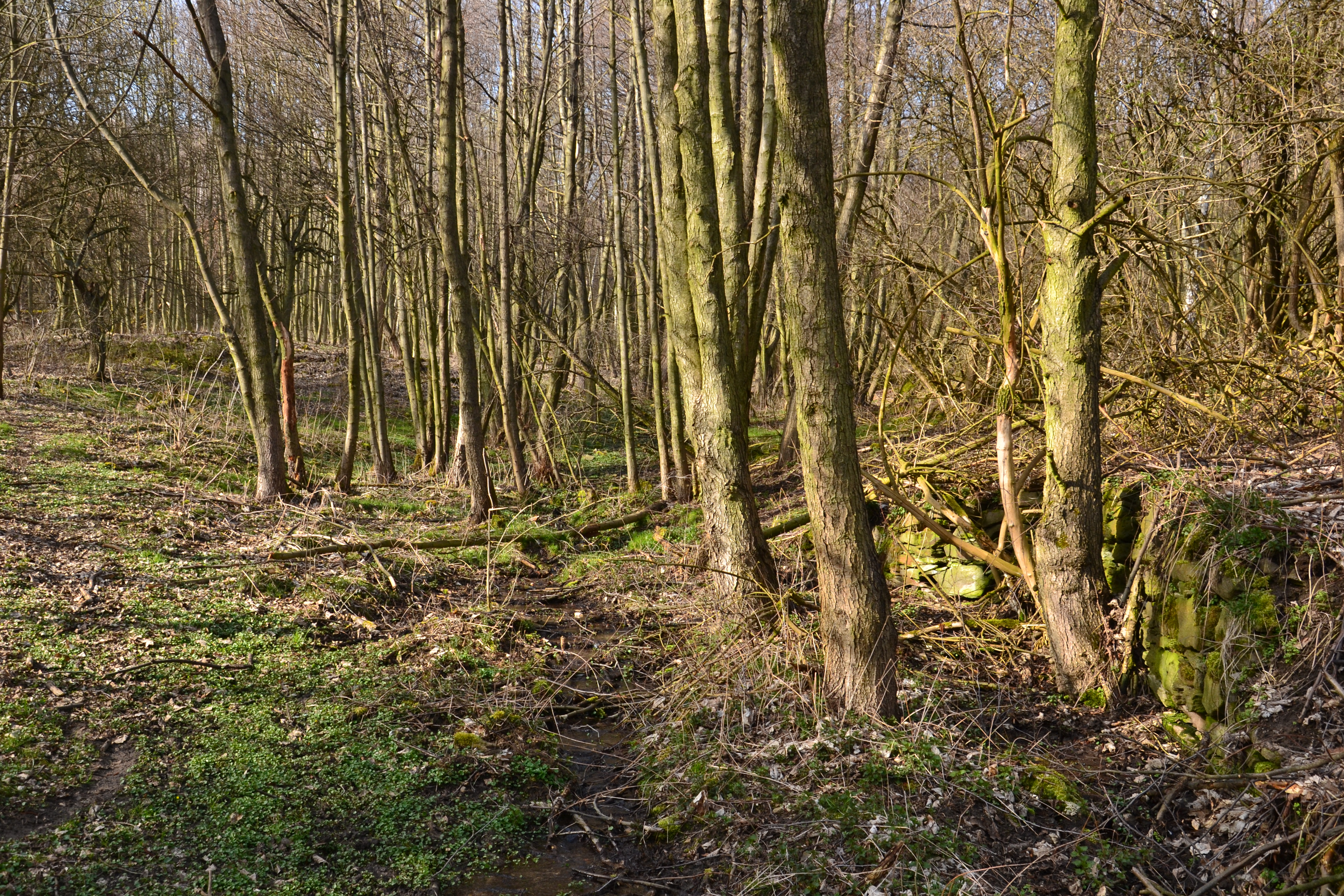
Fragment zdiva

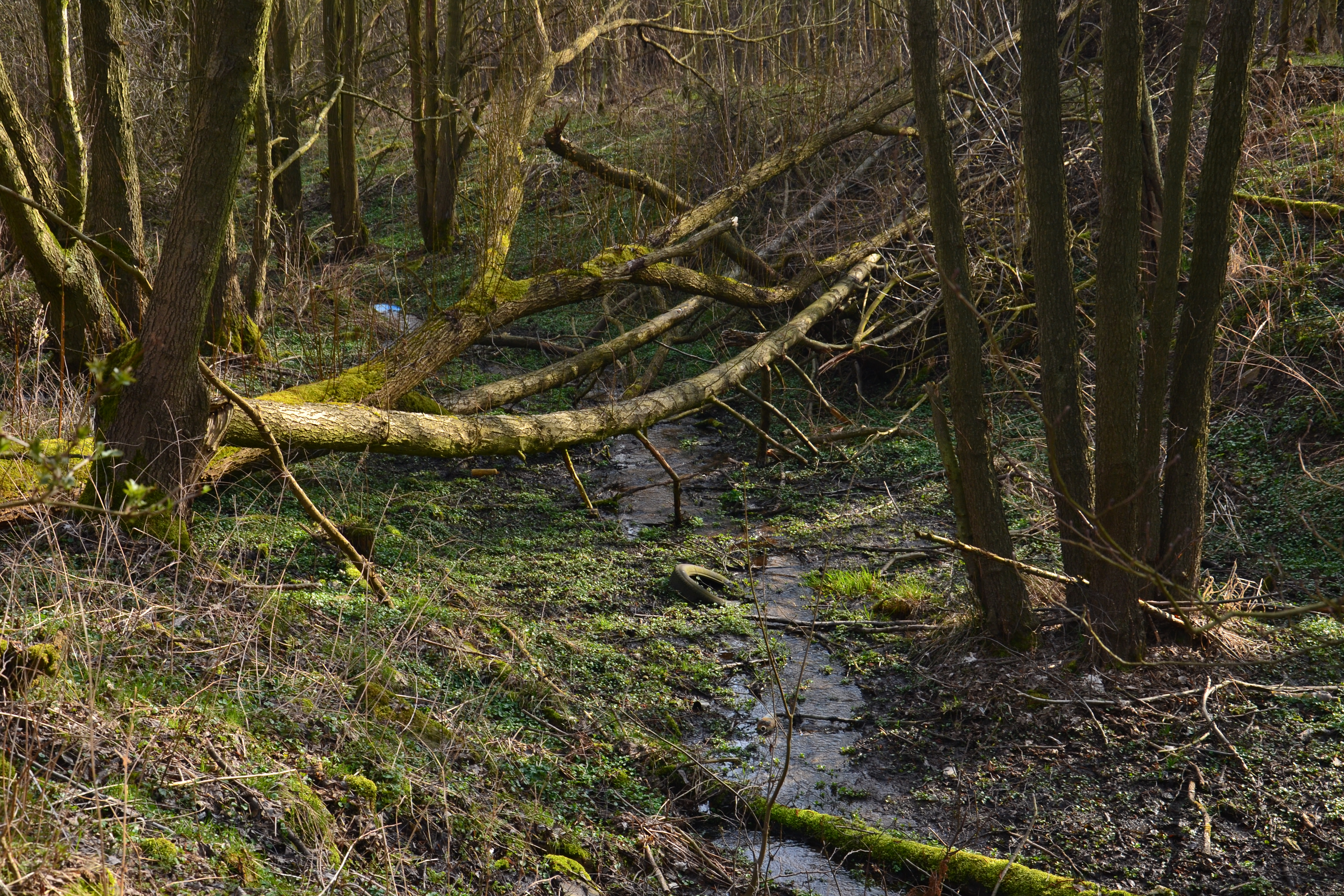
Trnitý potok v zaniklé vesnici

Třicetiletá válka zřejmě vesnici těžce postihla, protože Berní rula z roku 1654 ve vsi uvádí sedm vyhořelých a jedno pusté stavení. Žilo zde pouze dvanáct domkářů a jeden bezzemek, kteří hospodařili na šedesáti stryších půdy a dohromady jim patřilo třináct potahů, 22 krav, 23 jalovic, devět prasat a 27 koz. Od roku 1710 k vesnici patřil také velký zájezdní hostinec Zlatá hvězda s panským ovčínem pro 400 ovcí, který stával u cesty do Volyně. Zbořen byl po roce 1866, kdy již potřetí vyhořel a zároveň v té době význam silnice dávno upadl. Po postavení nové silnice, která vedla údolím Prunéřovského potoka, stará cesta až na několik fragmentů používaných jako polní cesty zanikla.
Podle Schallerova díla Topographie des Königreiches Böhmen vydaného v roce 1787 stálo v Potočné sedmnáct domů a zámek, tj. panský dům v hospodářském dvoře. Popis vesnice z roku 1846 uvádí 22 domů se 116 obyvateli, panský dvůr s ovčínem, hostinec a mlýn. Přibližně v polovině devatenáctého století se začaly v Potočné pěstovat třešně. Vznikly zde dvě třešňovky, ve kterých rostlo třicet druhů třešní, višní a amorelek. Ve dvacátých letech dvacátého století 2 782 stromů vynášelo 700 centů ovoce.

## Obyvatelstvo
Při sčítání lidu v roce 1921 zde žilo 130 obyvatel (z toho 62 mužů), kteří byli kromě jednoho Čechoslováka německé národnosti a všichni patřili k římskokatolické církvi. Podle sčítání lidu z roku 1930 měla vesnice 109 obyvatel: jednoho Čechoslováka a 108 Němců. I tentokrát všichni byli římskými katolíky.
|           | 1869 | 1880 | 1890 | 1900 | 1910 | 1921 | 1930 | 1950 | 1970 | 1980 |
| --------- | ---- | ---- | ---- | ---- | ---- | ---- | ---- | ---- | ---- | ---- |
| Obyvatelé | 133  | 114  | 113  | 102  | 113  | 130  | 109  | 27   | 22   | 17   |
| Domy      | 25   | 22   | 22   | 25   | 22   | 22   | 23   | 22   | 5    | .    |

## Obecní správa
Po zrušení poddanství se Potočná od roku 1850 stala samostatnou obcí, ale brzy byla načas připojena k Mikulovicím. Roku 1880 však již byla znovu obcí, kterou zůstala až do roku 1953, kdy se stala místní částí Pavlova. Spolu s ním byla o osm let později připojena k Vernéřovu a od 1. ledna 1988 ke Klášterci nad Ohří. Úředně byla zrušena v roce 1990.